# Paweł Zygman
Paweł Zygman (ur. 7 stycznia 1966) – polski koszykarz, występujący na pozycji skrzydłowego, multimedalista mistrzostw Polski.

## Osiągnięcia
Drużynowe
- Mistrz Polski:
  - 1989, 1990
  - oldboyów (2006)[2]
- Wicemistrz Polski (1985, 1991)
- Brązowy medalista mistrzostw Polski (1987, 1988)
- Uczestnik rozgrywek Pucharu Europy Mistrzów Krajowych (1984/1985 – I runda, 1987/1988 – TOP 16, 1989/1990 – grupa ćwierćfinałowa, 1990/1991 – I runda)

Indywidualne
- Zaliczony do I składu mistrzostw Polski juniorów (1984)